# 801
Раннє Середньовіччя. Епоха вікінгів. Реконкіста.
У Східній Римській імперії триває правління Ірини Афінської. Імператор Заходу Карл Великий править Франкським королівством. Північ Італії належить Франкському королівству, Рим і Равенна під управлінням Папи Римського, герцогства на південь від Римської області незалежні, деякі області на півночі та на півдні належать Візантії. Піренейський півострів, окрім Королівства Астурія, займає Кордовський емірат. В Англії триває період гептархії. Центр Аварського каганату лежить у Паннонії. Існують слов'янські держави: Карантанія, як васал Франкського королівства, та Перше Болгарське царство.
Аббасидський халіфат очолює Гарун ар-Рашид. У Китаї править династія Тан. В Індії почалося піднесення імперії Пала. У Японії триває період Хей'ан. Хозарський каганат підпорядкував собі кочові народи на великій степовій території між Азовським морем та Аралом. Територію на північ від Китаю займає Уйгурський каганат.
На території лісостепової України в IX столітті літописці згадують слов'янські племена білих хорватів, бужан, волинян, деревлян, дулібів, полян, сіверян, тиверців, уличів. У Північному Причорномор'ї співіснують різні кочові племена, зокрема булгари, хозари, алани, авари, тюрки, угри, кримські готи. Херсонес Таврійський належить Візантії.

## Події
- 28 грудня — франкський король Аквітанії Людовик Благочестивий після майже річної облоги захопив Барселону. Вона стала столицею Іспанської марки.
- Римський імператор Карл Великий послав свого сина Піпіна Італійського проти герцога Беневентського Грімоальда III.